# Gaalkacyo

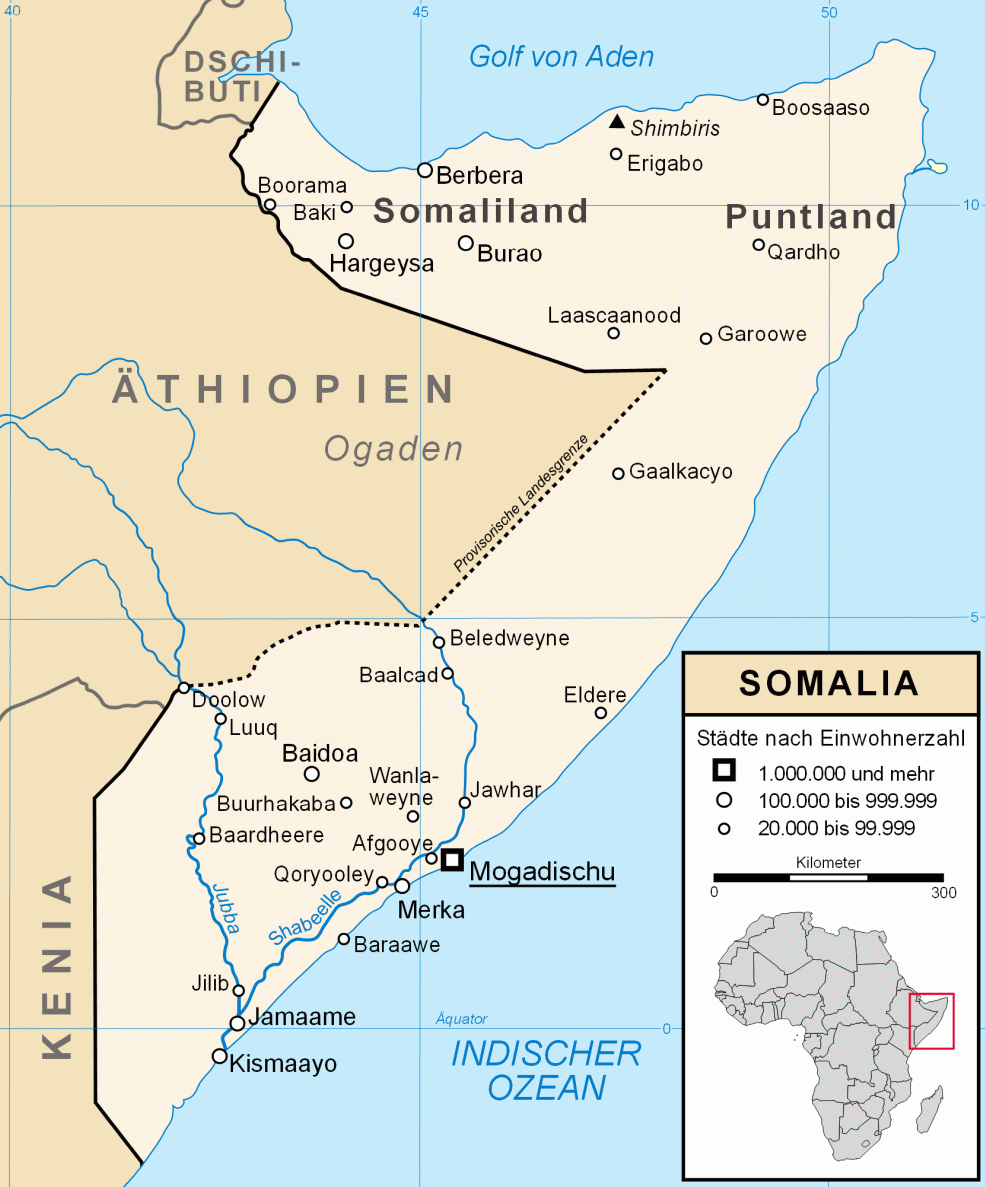
Karte Somalias

Gaalkacyo (auch Galcaio oder Galkayo geschrieben; italienisch Rocca Littorio) ist eine Stadt in Zentral-Somalia. Sie liegt im Landesinneren und ist Hauptstadt der Region Mudug. Im Jahr 2015 betrug die Zahl der Einwohner etwa 137.000. Eine aktuelle Volkszählung existiert nicht, Schätzungen gehen für das  Jahr 2021 aber von inzwischen 400.000 bis 650.000 Einwohnern aus.
Gaalkacyo ist in zwei Teile geteilt: Während der südliche Stadtteil Verwaltungssitz von Galmudug ist, gehört der nördliche zum international nicht anerkannten Puntland. Die Stadt gehört zu den am besten entwickelten in der Region; es wurden Schulen gebaut, und ein großer Flughafen befindet sich in der Planungsphase.

## Söhne und Töchter der Stadt
- Abdullahi Yusuf Ahmed (1934–2012), früherer Präsident Puntlands und ab 2004 Präsident der somalischen Übergangsregierung
- Abdirizak Haji Hussein (1924–2014), Premierminister (1964–1967)
- Waris Dirie (* 1965), ehemaliges Mannequin und Fotomodell